# France université numérique
France université numérique – spółka edukacyjna udostępniająca masowe otwarte kursy online prowadzone przez uniwersytety i instytuty naukowe z całego świata. Utworzona przez Ministère de l'Éducation nationale. W kwietniu 2018 France université numérique miała 1,4 mln użytkowników korzystających z 400 kursów prowadzonych przez 100 instytucji.
Uczestnictwo w kursach oferowanych przez France université numérique jest bezpłatne, płatne jest natomiast uzyskanie zweryfikowanych certyfikatów informujących o ukończeniu kursu i niektóre inne usługi